# Persona jurídica
Una persona jurídica és una entitat, conjunt de persones o organització que persegueix una determinada finalitat permanent i a la qual el Dret i el seu ordenament assigna personalitat civil independent dels seus constituents. Les persones jurídiques són necessàries quan es presenten finalitats que sobrepassen les capacitats i la vida dels individus que s'ho proposen. Hi ha autors que consideren ser una ficció legal que la tracta «com si fos una persona física, natural» mentre que altres autors, com Gustav Radbruch opinen que tant les persones físiques com les jurídiques son producte de l'ordenament jurídic. L'article 35 del Codi Civil diu que "són persones jurídiques les corporacions, associacions i fundacions". A Catalunya tenen la seva regulació al llibre tercer del Codi Civil de Catalunya.
Tota persona jurídica és independent de cada individu humà o entitat i se li reconeixen drets i obligacions diferents de les dels components. Quan s'ha aconseguit la finalitat objectiu o quan és patent l'impossibilitat d'aconseguir-ho s'extingeix la persona jurídica corresponent.
Hi ha diverses classificacions de persones jurídiques. Una classificació és les vinculades a l'Estat, com els municipis i els conjunts de municipis, hospitals públics, universitats i altres. Les que són dins el dret privat són associacions/corporacions/societats i les fundacions.
N'hi ha de dos tipus. La «persona jurídica associativa» és un conjunt de persones que s'agrupen per aconseguir una finalitat i a les que l'Ordenament Jurídic atribueix personalitat civil: són les associacions, corporacions i societats. La «persona jurídica fundacional» és un patrimoni adscrit amb personalitat civil, és una «fundació». La diferència més gran és que l'associació és un conjunt de persones unides per la consecució d'un objectiu mentre que la fundació és un conjunt de béns (el patrimoni) adscrit a un objectiu.

## Característiques
La persona jurídica suposa sempre una col·lectivitat, un conjunt d'altres persones, que poden ser individuals o alhora jurídiques, com seria el cas de federacions amb personalitat. Han de ser col·lectivitats organitzades, ja que sense organització no és possible l'exercici comunitari dels drets i deures. Tot i això, només tenen personalitat autònoma les organitzacions a les quals el legislador atribueix la titularitat directa de drets i deures.

## Naturalesa
La noció de persona jurídica ha generat diversos i contradictoris plantejaments teòrics i s'ha format en època recent. Ni el dret romà va reconèixer com a tal la persona jurídica, només pel que fa a les de dret públic o amb fins de col·laboració amb l'Estat, els collegia. Els primers collegia, associació d'almenys tres persones amb una finalitat permanent i lícita, reconeguda per l'estat com a posseïdor dels atributs d'una corporació, tenien finalitats religioses i després van tenir fins socials, culturals i d'agremiació. El dret germànic, no va anar més enllà de les comunitats o cotitularitats de drets; en el dret canònic es reconeix com a personae fictae la persona jurídica dins de l'organització de l'Església.
L'antic dret romà no va construir una teoria o reglament jurídic que tingués en compte les corporacions en general com un ens amb capacitat d'adquirir deures i contraure obligacions. Termes com populus romanus denominació que correspondria a l'actual Estat, persones públiques, que inclou la ciutat com els municipia o coloniae romanes, els collegia, universitas, amb el que es designen persones abstractes constituïdes per agrupació de persones físiques en una entitat diferent d'aquestes, el fiscus, com caixa separada de la persona de l'emperador, tots es podrien considerar modalitats de persones jurídiques. La jurisprudència clàssica només va personificar entitats formades per la reunió de diverses persones físiques, vinculades entre si per uns ideals que desitjaven compartir mútuament. Cal distingir entre les persones jurídiques públiques o naturals i privades, artificials. En el primer grup s'integren els òrgans creats per exercir funcions públiques o de govern i administració de l'Estat que poden entrar en relació amb persones físiques o amb les persones jurídiques pròpiament. Serien l'Estat, un municipi, poden ser propietaris de béns o titulars de drets que poden fer negocis jurídics amb altres persones. En el segon grup, les persones jurídiques com collegia, universitates.

## Les associacions
Article principal: Associació
Les regula la legislació catalana, és un conjunt de persones organitzat amb l'objectiu d'aconseguir una meta d'interès general i no lucratiu. En el cas de les associacions del País Valencià o les Illes Balears els és d'aplicació la legislació de l'Estat.
Ha de complir tres requisits:
1. Ha de constar d'una carta fundacional: acord del conjunt de persones que manifesten la seva intenció de constituir una associació.
2. S'han de redactar uns estatuts: recullen les regles de funcionament de l'associació i determinen la finalitat que persegueix.
3. S'ha d'inscriure en un registre: encara que no sigui necessari, es realitza pels efectes de publicitat i de coneixement de l'associació per part de tercers.

L'associació funciona sobre la base dels següents òrgans: l'Assemblea general, que és l'òrgan suprem de l'associació a través de la qual es crea la voluntat de la persona jurídica, que s'ha de convocar almenys un cop l'any per l'aprovació de comptes i pressupostos. És l'òrgan competent per modificar l'Estatut, nomenar la Junta Directiva, el president, etc.; la Junta Directiva és l'òrgan de direcció i gestió de l'associació. I finalment el president, que representa l'associació enfront de tercers i presideix tant la Junta Directiva com l'Assemblea General.

## Les corporacions
Poden ser persones jurídiques públiques, com ajuntaments o diputacions o persones jurídiques privades com els gremis, els col·legis professionals, sindicats. Es constitueixen per persones físiques amb objectius declarats i l'elaboració d'estatuts i reunions o Juntes periòdiques per controlar les consecucions. Les públiques tenen vincles amb l'administració que pot fer nomenaments i crear la relació amb altres corporacions. Les corporacions religioses (congregacions, ordes) es regeixen pel dret canònic. Els requisits segons Neraci Prisc per constituir una corporació universitas, corpus, collegium era la concurrència d'un mínim de tres persones (tres faciunt collegium), un estatut o llei pel seu funcionament intern i una finalitat lícita, segons fos l'activitat a desenvolupar, professional, cultural, política o religiosa.

## Les societats
Les societats poden ser amb fins culturals, socials, mercantils/comercials i altres. Les comercials persegueixen el benefici i es regeixen pel dret mercantil vigent, com persones jurídiques amb l'objecte del comerç. Han de constituir-se amb escriptura pública i el seu registre al registre mercantil de la seva regió d'activitat. Es poden constituir per una sola persona física o per un grup de persones físiques entre les quals o totes elles poden ser altres societats, també persones jurídiques. Hi ha múltiples tipus: les limitades, les limitades unipersonals, les anònimes, les col·lectives, les cooperatives, les comanditàries (simple o per accions), etc.

### Societat de responsabilitat limitada
Una Societat de responsabilitat limitada o Societat limitada és un tipus d'empresa mercantil en la qual el capital està dividit en quotes socials de diferent valor, amb títols innegociables ni denominables participacions i en la qual la responsabilitat dels socis se circumscriu exclusivament al capital aportat per cadascun.

### Societat anònima
La societat anònima és aquella societat mercantil en la qual el capital és dividit en accions i integrat per les aportacions dels accionistes, els quals no respondran personalment dels deutes socials. Tots els accionistes tenen els mateixos drets, en proporció a les accions que posseeixen, i participen en la direcció a través de llur intervenció en els òrgans de la societat.

### Societat col·lectiva
La Societat col·lectiva és una societat personalista dedicada a l'explotació d'un objecte social, en nom col·lectiu i sota el principi de la responsabilitat personal, il·limitada, subsidiària i solidària dels seus socis. Això vol dir Responsabilitat personal, de les obligacions de la societat en responen els socis, per exemple, si la societat ha contret un deute amb un proveïdor o un banc i no pot fer-hi front (no pot pagar el deute), hauran de pagar-lo els socis, Responsabilitat il·limitada en la que els socis responen amb tots els seus béns i drets, presents i futurs, sense cap limitació de la quantitat, Responsabilitat solidària si un soci no fa front a les seves obligacions derivades de la condició de soci (per exemple, perquè no té béns suficients), els altres socis se n'hauran de fer càrrec i reclamar-li després al soci morós, Responsabilitat subsidiària en la que els deutes socials s'hauran de cobrir primerament amb el patrimoni de la societat. Només en cas que aquest no sigui suficient es podrà actuar contra el patrimoni dels socis. Les relacions internes entre els socis estan dominades pel contracte de societat, sempre que no siguin contraris a la llei. El més habitual és que les diverses legislacions que preveuen l'existència d'aquest tipus de societat exigeixin que la seva constitució es faci en escriptura pública i que aquesta s'inscrigui en un registre.

### Cooperatives
Les cooperatives són empreses gestionades democràticament pels seus socis, per als quals l'adhesió voluntària a la cooperativa implica un compromís de participar-hi activament. Aquestes empreses han d'acomplir els principis cooperatius —proclamats a l'Assemblea de l'Aliança Cooperativa Internacional a Manchester, el 23 de setembre de 1995—, i són les pautes de gestió a través de les quals les cooperatives intenten dur els seus valors a la pràctica: adhesió lliure i oberta; gestió democràtica; participació econòmica dels socis; autonomia; educació, informació i formació; cooperació entre cooperatives i interès per la comunitat. Les cooperatives són empreses propietat de les persones físiques o jurídiques que en són sòcies. Es poden definir per tres interessos bàsics: la propietat, el control i el benefici, que son generats i governats directament pels socis i sòcies. Les cooperatives presenten unes característiques diferenciasl pel que fa al tipus de socis, organització social, la seva estructura econòmica i finacera i el règim fiscal.

### Societat comanditària
La societat comanditària o en comandita és aquella societat en què, sota una raó social, uns socis (anomenats col·lectius) responen amb tots els seus béns del resultat de la gestió social, mentre que d'altres (comanditaris) responen únicament amb el capital aportat a la societat.

## Les fundacions
És una entitat sense ànim de lucre. Mentre les societats són un grup de persones, les fundacions es basen en un patrimoni. En cas d'extinció, si queda algun sobrant hauria de destinar-se a finalitats anàlogues a les que perseguís la fundació. La fundació és la persona jurídica de substrat patrimonial per excel·lència: un cop constituïda no importa tant la persona del fundador sinó el conjunt de béns (o patrimoni) que aquest separa per atendre a una finalitat determinada. Així, es pot caracteritzar la fundació com la personificació d'un patrimoni establement adscrit a una finalitat de caràcter general.
Constitució de la fundació: S'ha de redactar la carta fundacional que és la voluntat de constituir la persona jurídica i de destinar uns béns orientats a la finalitat de la fundació; llavors es realitza la dotació de recursos que és la transmissió dels béns a la fundació; en tercer lloc es creen els estatuts que són les regles de funcionament de la persona jurídica i finalment s'ha d'inscriure la fundació en el registre de fundacions de la Generalitat.
La fundació s'estructura basant-se en tres òrgans:
El Patrimoni. És la dotació inicial; també en formen part els increments posteriors que el poden fer augmentar. La Llei estatal i la catalana diuen que un 70% s'ha de destinar a la persecució de les finalitats de la fundació.
El Patronat. És l'òrgan de govern de la fundació i de representació. Ha de procurar que el patrimoni es destini per a dur a terme les finalitats de la fundació. El Patronat és un òrgan col·legiat de com a mínim 3 persones, amb l'objectiu de fer més operativa la fundació. Podria ser només que hi hagi un representant.
En tercer lloc hi ha el Protectorat, que és l'òrgan administratiu de control i vigilància, per a procurar que realment es compleixi la finalitat que persegueix la fundació; també fiscalitza l'activitat de la fundació. A Catalunya se n'encarrega la Generalitat de Catalunya.